# 程伯休甫
程伯休甫，又稱程伯休父，為周朝初年的程國伯爵。根据记载，程伯休甫是重黎的后代。重黎在夏朝任祝融，其子孙在唐、虞、夏、商皆世袭此职务。
程伯休甫随周公东征，率軍攻打并占领徐国旧都（今山东滕州东南薛故城），因功被封到程邑（今陕西咸阳市东，或今河南洛阳市东），并担任周朝大司马，子孙世袭其职。